# Donald Stockton
Donald Parker Stockton (Montréal, 22 febbraio 1904 – Montréal, 16 giugno 1978) è stato un lottatore canadese, specializzato nella lotta libera.

## Palmarès

### Olimpiadi
- 1 medaglia:
  - 1 argento (Amsterdam 1928 nella lotta libera, pesi medi)